# Observatori Astronòmic de Quito
L'Observatori Astronòmic de Quito (en castellà Observatorio Astronómico de Quito) és un observatori astronòmic situat a la ciutat de Quito (Equador), al mig del parc de La Alameda, fundat el 1873 i el primer observatori nacional de l'Amèrica del Sud. Actualment pertany a l'Escuela Politécnica Nacional.

## Història

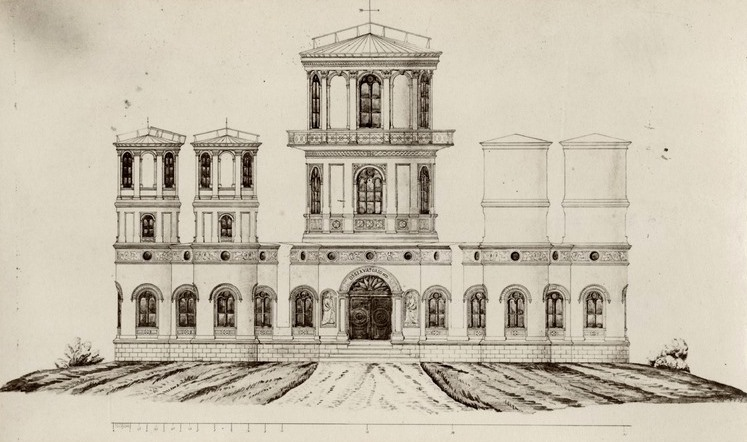
Concepción, Ludwig Dressel (1873) Observatori Astronòmic de Quito.

L'Observatori Astronòmic de Quito fou creat el 1873, dins del programa de modernització de l'ensenyament superior i l'àmbit acadèmic endegat pel president Gabriel García Moreno. En el moment de la fundació estava situat als afores de la ciutat i el seu disseny es basà en el de l'Observatori de Bonn. El projecte fou del jesuïta pare Menten, que també en fou el primer director i entre les primeres activitats desenvolupades es troben estudis d'astrometria, determinació del temps, meteorologia i sismologia. Arxivat 2016-08-04 a Wayback Machine.
Posteriorment, a començaments del segle xx, l'observatori serví de base a la segona missió geodèsica francesa, encarregada per l'Acadèmia de Ciències de París de mesurar la longitud d'un grau de meridià terrestre a l'equador (i així precisar les mesures fetes 60 anys abans per la primera missió geodèsica de La Condamine).
Com passà en la majoria d'observatoris de finals del segle xix i principis del XX, les noves tècniques astronòmiques deixaren obsoleta la instrumentació per a la recerca d'alt nivell. Nogensmenys, l'observatori segueix les seves tasques de determinació del temps, meteorologia i sismologia, a més d'una important tasca divulgadora i educativa, facilitada per la seva situació al bell mig de l'actual centre de la ciutat.

## Instrumentació
El principal instrument d'observació és un telescopi refractor equatorial Merz de 1875; té un diàmetre de 23,8 cm i una distància focal de 319 cm; està equipat amb micròmetres, un espectroscopi i un polarímetre. Un altre telescopi, de muntura altazimutal, 90 mm de diàmetre i distància focal de 141 cm, s'utilitza actualment per a l'observació solar. Cal destacar també el cercle meridià Repsold de 1889, de 16,2 cm de diàmetre, i un astrolabi Danjon.

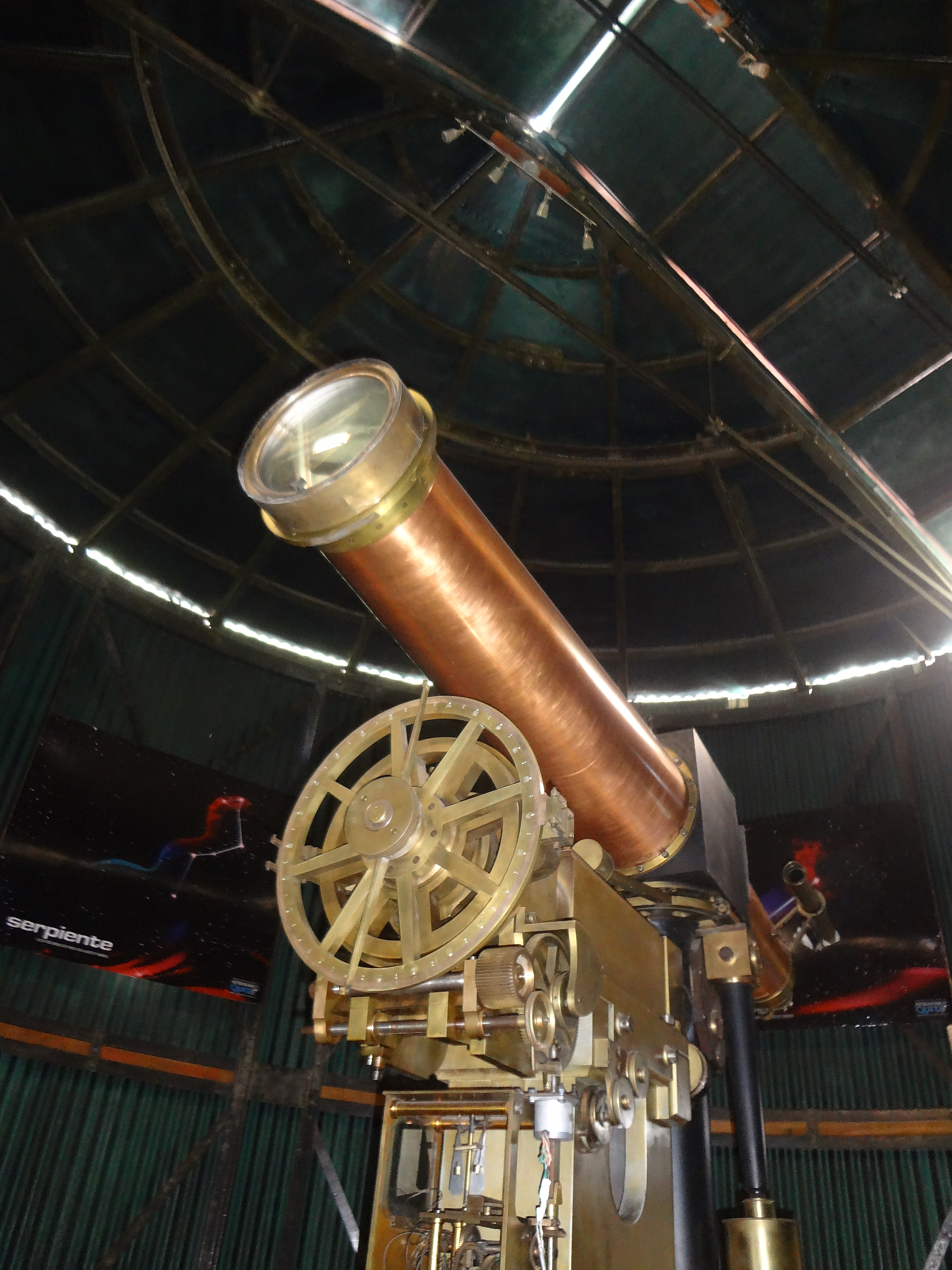
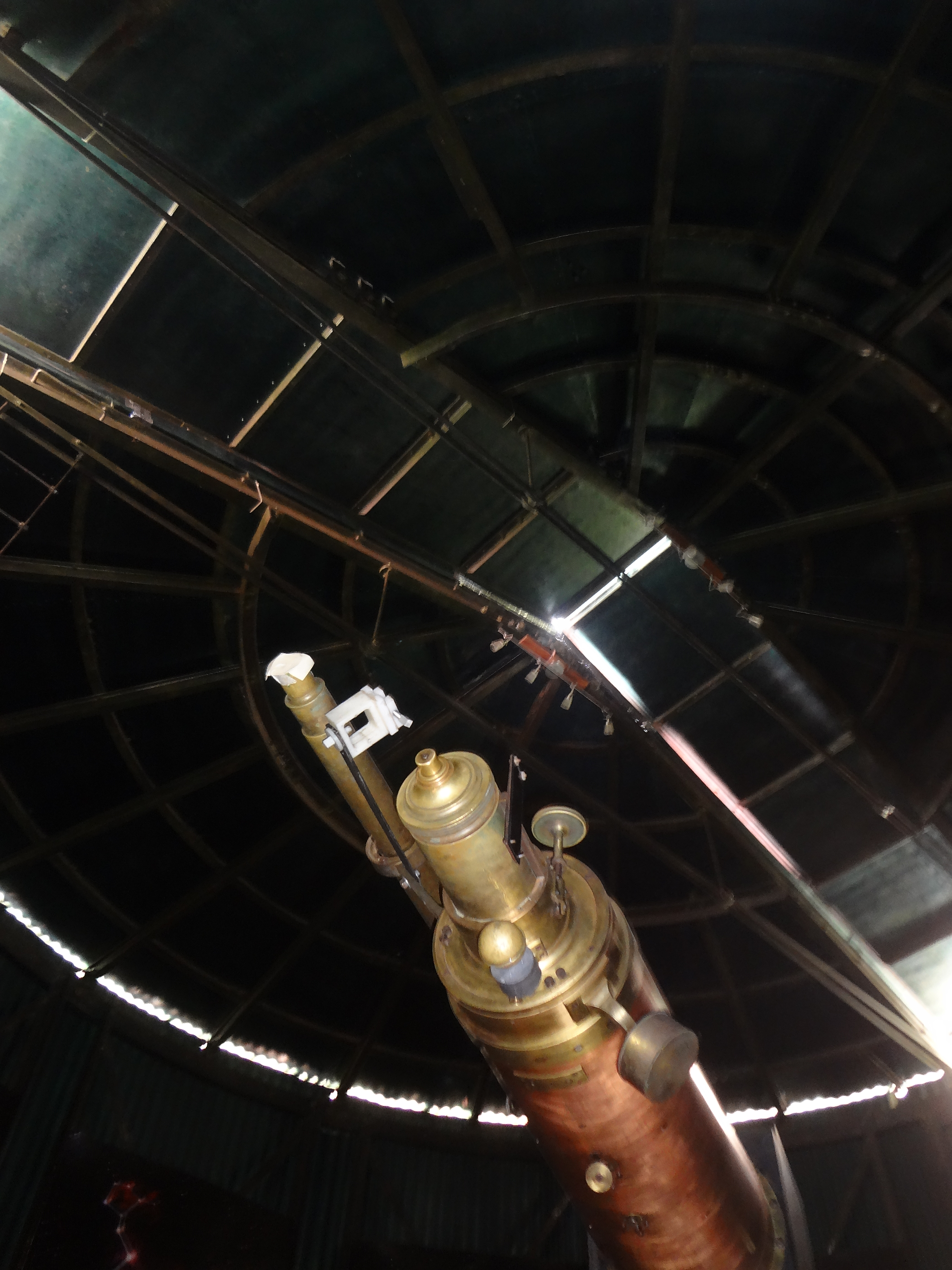
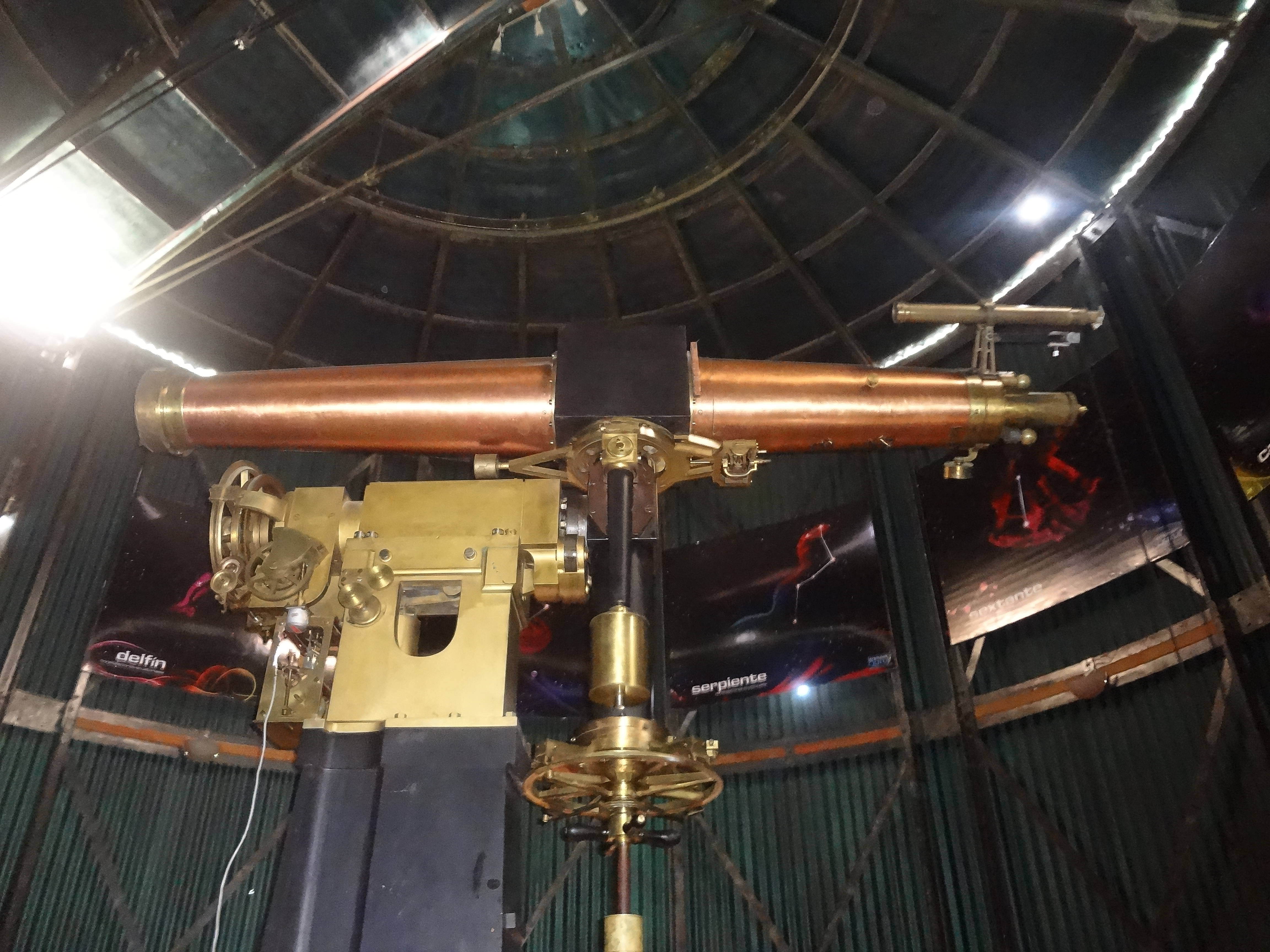
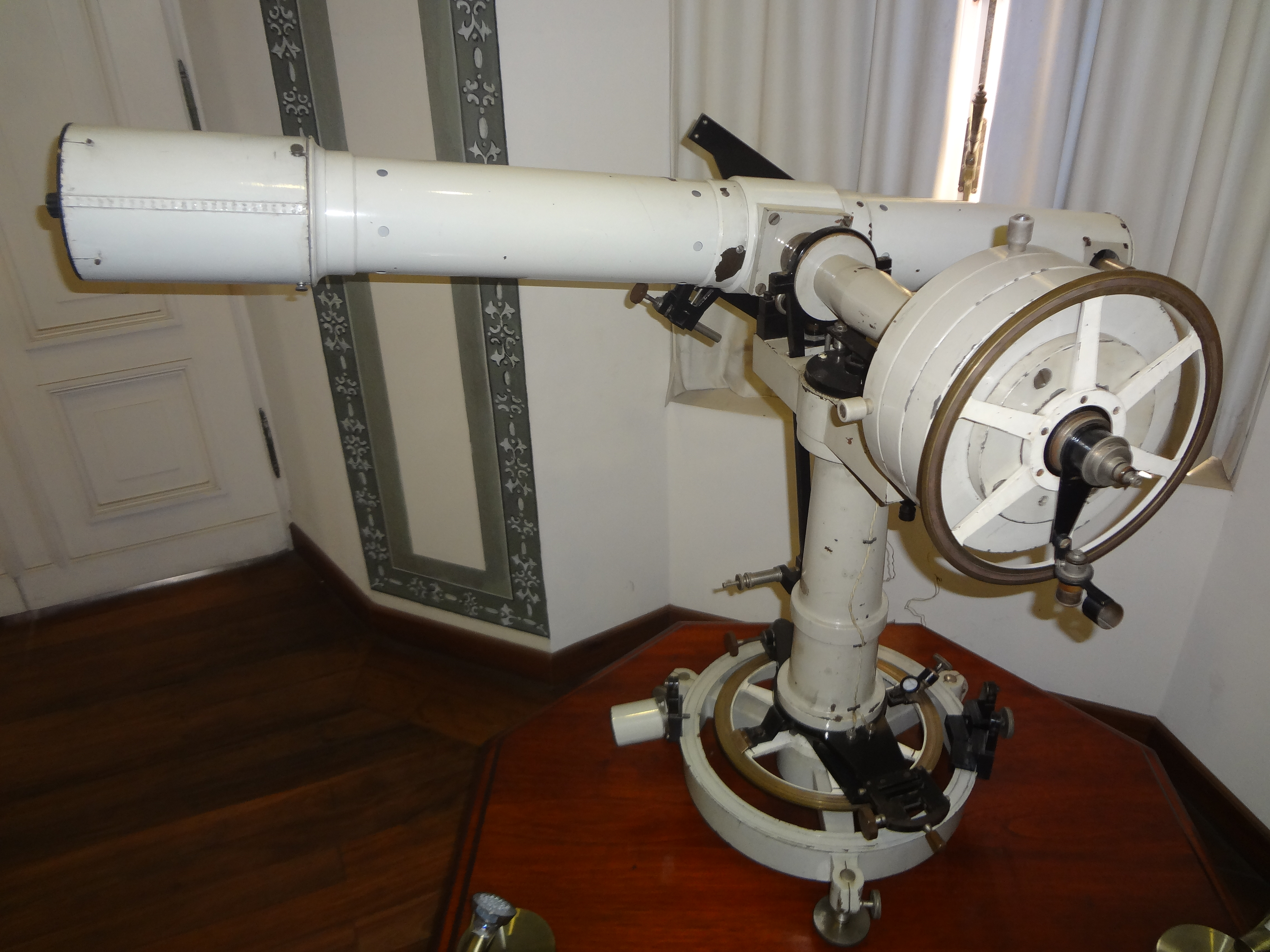
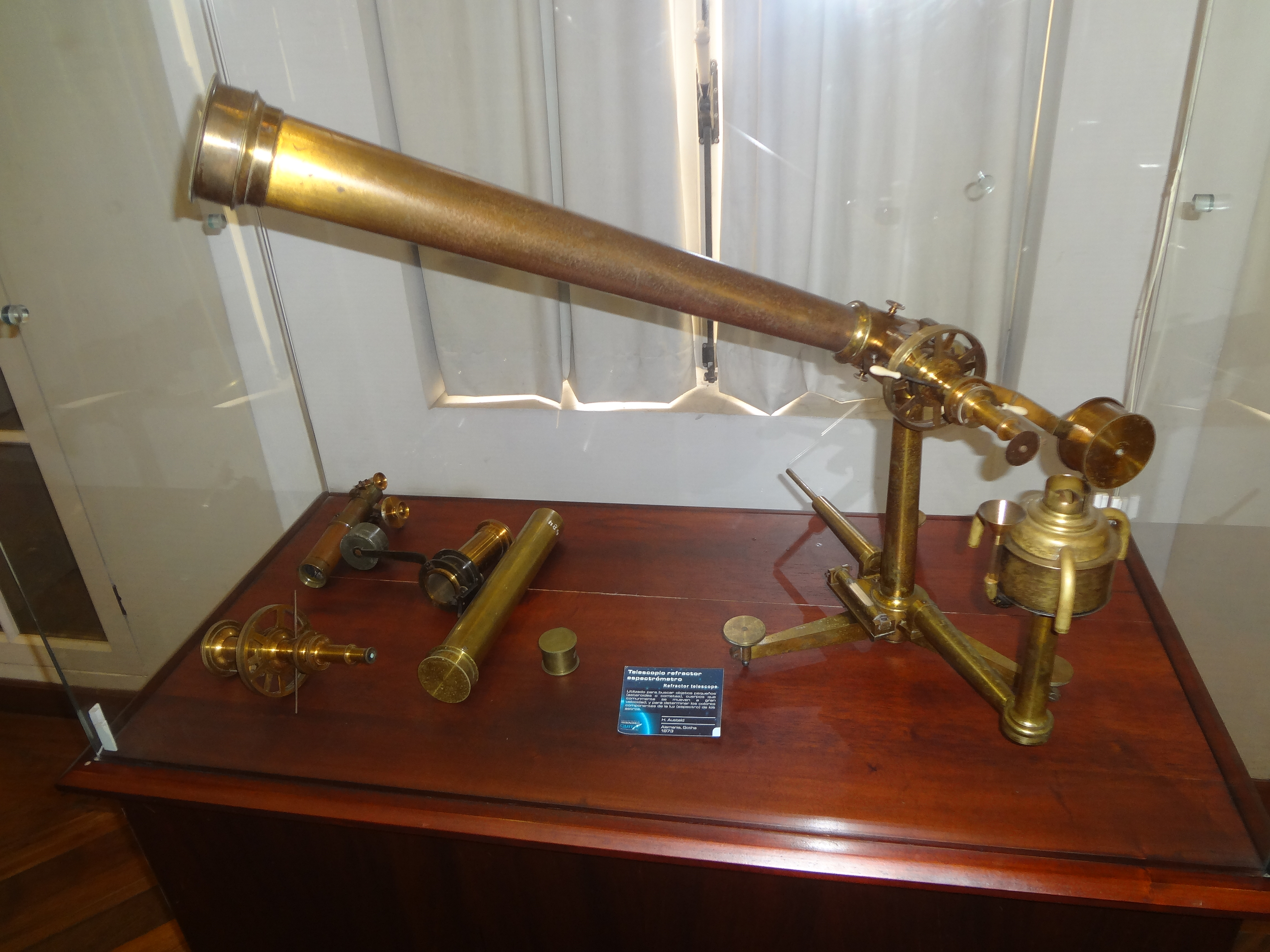
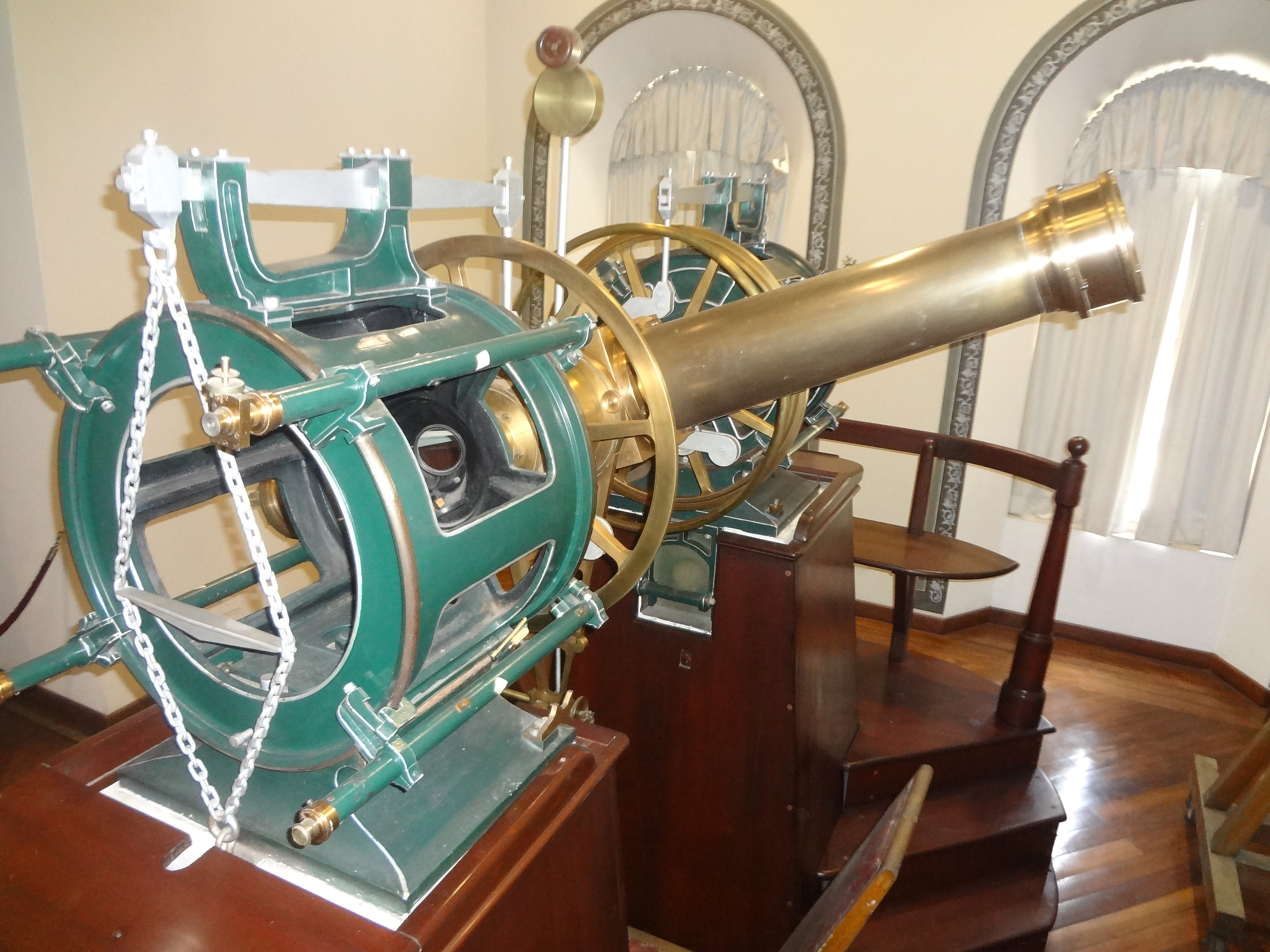
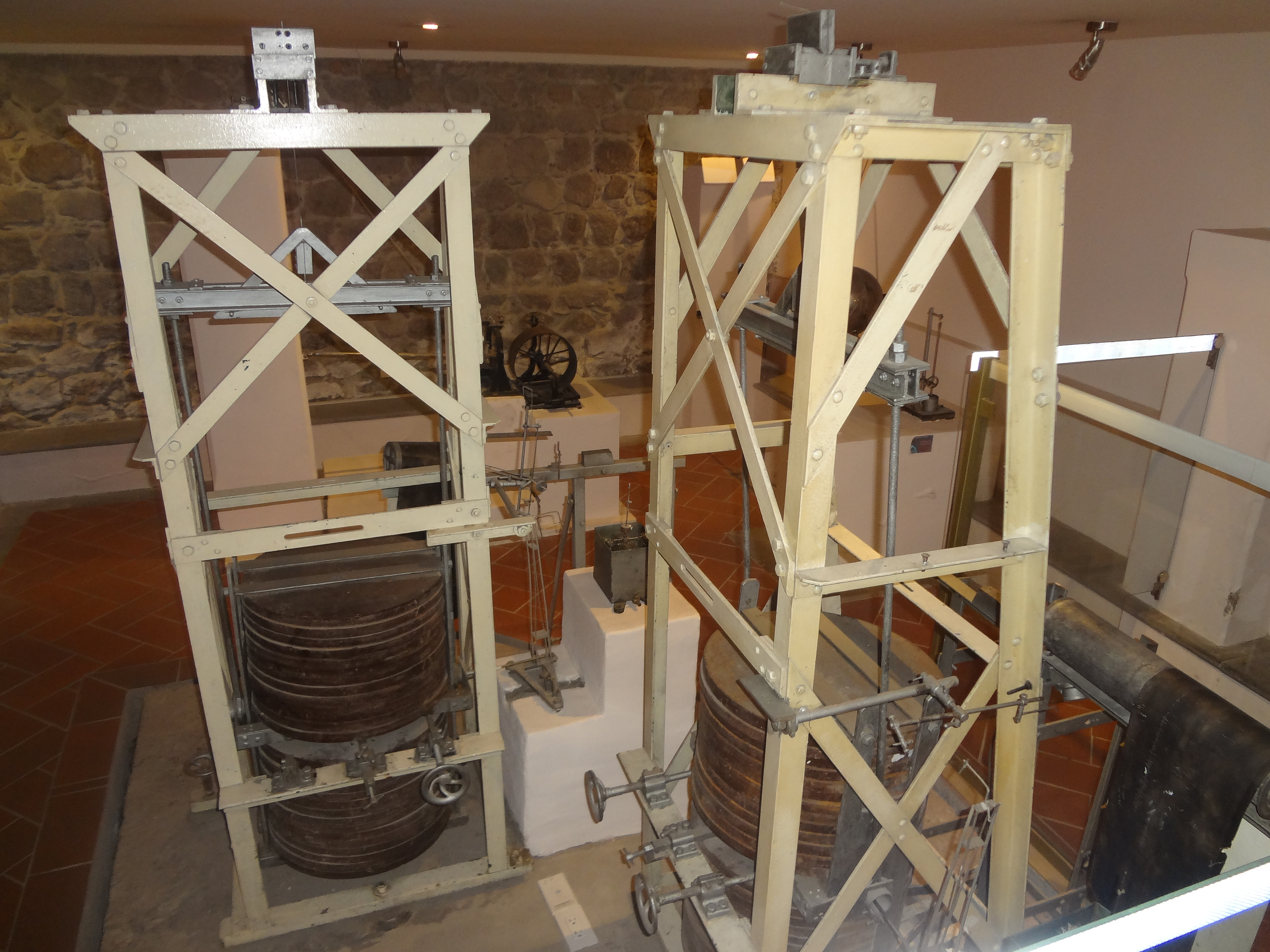
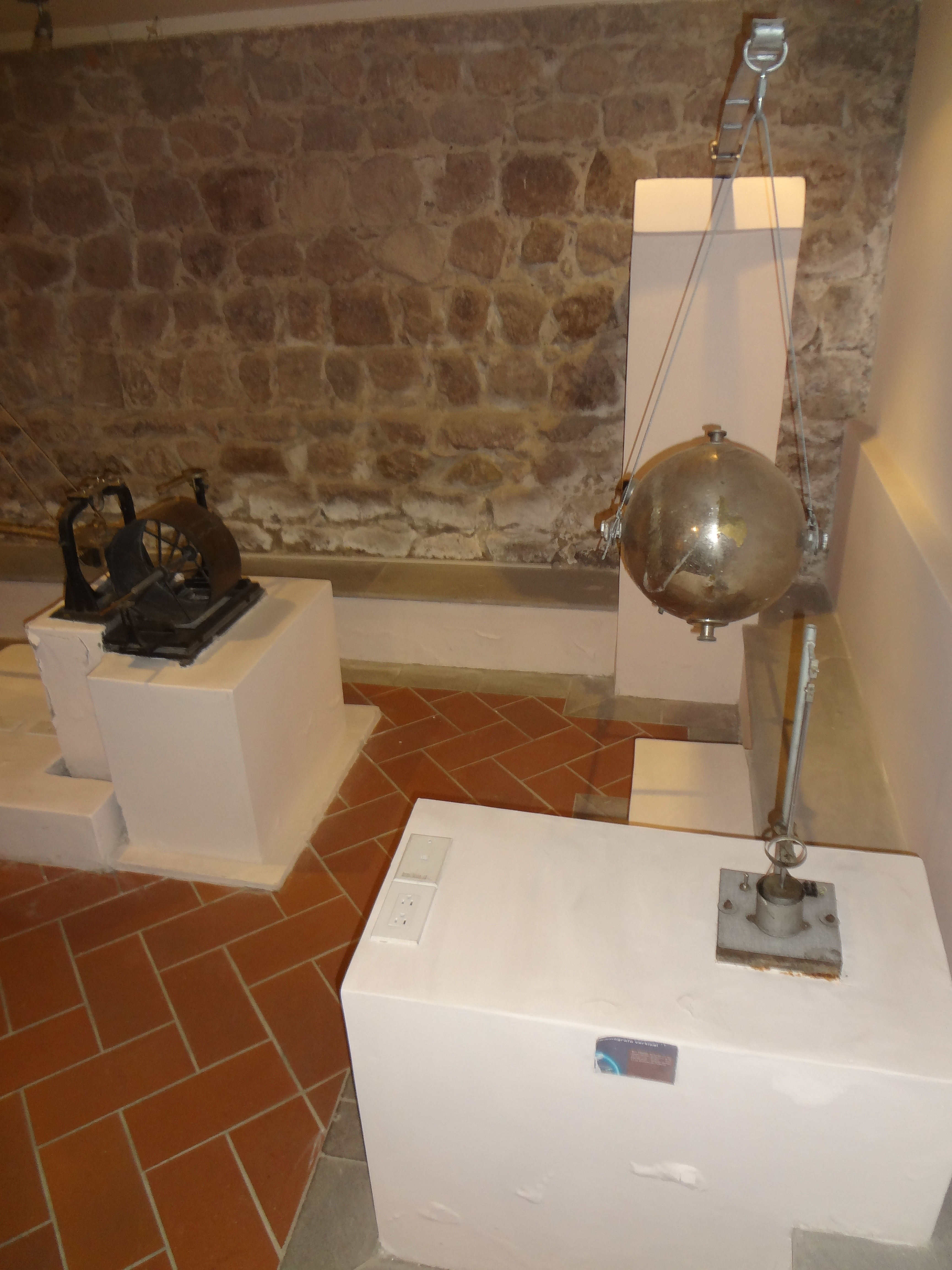